# Velothon Berlin
Unter dem Namen VeloCity (früher Velothon Berlin) finden jährlich im Frühsommer in Berlin ein Jedermannradrennen sowie bis 2015 ein Straßenradrennen für Elite und U23-Fahrer statt. Das Jedermannrennen wurde erstmals 2008 ausgetragen und gehört zu den größten seiner Art in Europa. Das Eliterennen kam 2011 hinzu und hieß bis 2013 ProRace Berlin. Im Jahr 2017 wurde von ca. 11.500 Teilnehmern und ca. 250.000 Gästen berichtet.

## Organisation
Betreiber des Rennens ist der SCC Berlin. Die ursprüngliche Betreibergesellschaft Upsolut Event GmbH gehörte zur Groupe Lagardère, die es 2013 in Lagardère Unlimited Events Germany GmbH umbenannten. Im Januar 2016 übernahm die World Triathlon Corporation.
Nach einer internen Meinungsverschiedenheit zwischen Ironman und dem SCC 2019 heißt das Event nun VeloCity und wird vom SCC allein organisiert. Die Premiere unter dem neuen Namen musste 2020 und 2021 coronabedingt abgesagt werden.
Der VeloCity ist Teil der Veranstaltungsreihe UCI Velothon Majors, zu der außerdem Rennen in Edmonton, Stockholm, Sunshine Coast und Wales gehören.
Titelsponsor des Velothons war bis 2012 Škoda und von 2013 bis 2015 Garmin. Garmin war außerdem 2012 und 2013 Titelsponsor des ProRace Berlin. Im Jahr 2017 war EuroEyes Titelsponsor.
Für 2019 wurde das Rennen abgesagt, da es Meinungsverschiedenheiten im Kreis der Organisatoren gab. In den Jahren 2025 und 2026 wird das Rennen unter anderem aufgrund hoher Kosten ausgesetzt. Sowohl der Veranstalter als auch die Stadt Berlin sind aber am Fortbestand des Rennens interessiert.

## Jedermannrennen

Velothon Logo

Die Grundlage des Berliner Radsport-Events bildete ein Jedermannrennen, das seit 2008 stattfand und zwischenzeitlich das zweitgrößte Europas war. Erst drei Jahre später kam das UCI-Rennen auf einer weitgehend identischen Strecke hinzu. Zur Premiere 2008 nahmen 10225 Hobby-Radfahrer teil, rund 250.000 Zuschauer verfolgten das Rennen. Es gab zwei Strecken, 60 und 105 Kilometer. Zum zweiten Velothon wurde die Streckenführung modifiziert, statt einer Schleife im Norden Berlins fuhr man durch den Süden. Diese und die Distanzen von 60 und 120 Kilometer sind gleich geblieben. 2012 nahmen gut 12.000 Radfahrer teil, 220.000 Zuschauer waren an der Strecke. Ein 82-jähriger Hobbyfahrer erlitt einen Herzinfarkt während des Rennens. Es war der erste Todesfall im Rahmen des Velothons.

## Eliterennen
Das Eliterennen Velothon Berlin war das erste seit dem Dopingskandal Fuentes im Jahr 2006 neu ausgetragene internationale Straßenradrennen in Deutschland. Das Eintagesrennen zählt zur UCI Europe Tour, wo es in der UCI-Kategorie 1.1 eingestuft ist. Durch diese Einstufung können an dem Rennen UCI WorldTeams, UCI Professional Continental Teams, UCI Continental Teams und Nationalmannschaften teilnehmen. Die Austragung wurde ab 2016 ausgesetzt.

### 2015
| Platz | Nationalität | Fahrer              | Team                        | Zeit      |
| ----- | ------------ | ------------------- | --------------------------- | --------- |
| 1.    | NED          | Ramon Sinkeldam     | Team Giant-Alpecin          | 3:54:41 h |
| 2.    | IRL          | Sam Bennett         | Bora-Argon 18               | gl.Zeit   |
| 3.    | BEL          | Zico Waeytens       | Team Giant-Alpecin          | gl.Zeit   |
| 4.    | BEL          | Amaury Capiot       | Topsport Vlaanderen-Baloise | gl.Zeit   |
| 5.    | BEL          | Jarl Salomein       | Topsport Vlaanderen-Baloise | gl.Zeit   |
| 6.    | GER          | Gerald Ciolek       | MTN-Qhubeka                 | gl.Zeit   |
| 7.    | BEL          | Bert Van Lerberghe  | Topsport Vlaanderen-Baloise | gl.Zeit   |
| 8.    | GBR          | Daniel McLay        | Britisches Nationalteam     | gl.Zeit   |
| 9.    | DEN          | Lasse Norman Hansen | Team Cannondale-Garmin      | gl.Zeit   |
| 10.   | GER          | Max Walscheid       | Team Kuota-Lotto            | gl.Zeit   |

### 2014
| Platz | Nationalität | Fahrer              | Team                           | Zeit      |
| ----- | ------------ | ------------------- | ------------------------------ | --------- |
| 1.    | NED          | Raymond Kreder      | Garmin Sharp                   | 3:52:48 h |
| 2.    | IRL          | Sam Bennett         | Team NetApp-Endura             | gl. Zeit  |
| 3.    | RUS          | Alexander Porsew    | Team Katusha                   | gl. Zeit  |
| 4.    | BLR          | Sjarhej Papok       | Rietumu-Delfin                 | gl. Zeit  |
| 5.    | BEL          | Michaël Van Staeyen | Topsport Vlaanderen-Baloise    | gl. Zeit  |
| 6.    | GER          | Willi Willwohl      | LKT Team Brandenburg           | gl. Zeit  |
| 7.    | GER          | Phil Bauhaus        | Team Stölting                  | gl. Zeit  |
| 8.    | NZL          | Alex Frame          | Development Team Giant-Shimano | gl. Zeit  |
| 9.    | GER          | Andreas Stauff      | MTN Qhubeka                    | gl. Zeit  |
| 10.   | POL          | Jarosław Marycz     | CCC Polsat Polkowice           | gl. Zeit  |

### 2013
| Platz | Nationalität | Fahrer              | Team                        | Zeit      |
| ----- | ------------ | ------------------- | --------------------------- | --------- |
| 1.    | GER          | Marcel Kittel       | Argos-Shimano               | 4:00:05 h |
| 2.    | ITA          | Matteo Pelucchi     | IAM Cycling                 | gl. Zeit  |
| 3.    | GER          | André Greipel       | Lotto Belisol               | gl. Zeit  |
| 4.    | BEL          | Michaël Van Staeyen | Topsport Vlaanderen-Baloise | gl. Zeit  |
| 5.    | GER          | Roger Kluge         | NetApp                      | gl. Zeit  |
| 6.    | NED          | Raymond Kreder      | Garmin Sharp                | gl. Zeit  |
| 7.    | GER          | Rüdiger Selig       | Katusha                     | gl. Zeit  |
| 8.    | GER          | Andreas Stauff      | MTN Qhubeka                 | gl. Zeit  |
| 9.    | GER          | Grischa Janorschke  | Nutrixxion Abus             | gl. Zeit  |
| 10.   | AUS          | Luke Roberts        | Stölting                    | gl. Zeit  |

### 2012
Beim Rennen 2012 stürzte der Favorit André Greipel (Lotto Belisol Team) nach rund 30 Kilometer, konnte jedoch schon bald wieder an das Hauptfeld anschließen. Dieses fuhr einer Ausreißergruppe hinterher, die fünf Kilometer vor dem Ziel eingefangen wurde. Im Massensprint auf der Zielgerade setzte sich Greipel gegen den Lokalmatadoren Rüdiger Selig (Katusha Team) durch. Die Niederländer Raymond Kreder (Garmin-Barracuda) und Tom Veelers (Argos-Shimano) wurden Dritter und Vierter.
| Platz | Nationalität | Fahrer            | Team                      | Zeit      |
| ----- | ------------ | ----------------- | ------------------------- | --------- |
| 1.    | GER          | André Greipel     | Lotto Belisol             | 3:50:50 h |
| 2.    | GER          | Rüdiger Selig     | Katusha                   | gl. Zeit  |
| 3.    | NED          | Raymond Kreder    | Garmin-Barracuda          | gl. Zeit  |
| 4.    | NED          | Tom Veelers       | Argos-Shimano             | gl. Zeit  |
| 5.    | GER          | André Schulze     | NetApp                    | gl. Zeit  |
| 6.    | SLO          | Marko Kump        | Adria Mobil               | gl. Zeit  |
| 7.    | GER          | Michael Schweizer | Nutrixxion Abus           | gl. Zeit  |
| 8.    | GER          | Fabian Schnaidt   | Specialized Concept Store | gl. Zeit  |
| 9.    | GER          | Björn Schröder    | Raiko Stölting            | gl. Zeit  |
| 10.   | GER          | Henning Bommel    | LKT Team Brandenburg      | gl. Zeit  |

### 2011
2011 war der Parcours 182,2 Kilometer lang und führte über eine 116 Kilometer lange Strecke durch den Berliner Süden und das angrenzende Brandenburg, anschließend wurden acht Runden à 8,2 Kilometer rund um den Tiergarten gefahren. Vom Start am Brandenburger Tor führte die Strecke nach Ludwigsfelde und zurück über Teltow, auf dem Weg lagen Sehenswürdigkeiten wie der Potsdamer Platz, der ehemalige Flughafen Tempelhof, die East Side Gallery und das Regierungsviertel. Die Zielgerade war die Straße des 17. Juni von der Berliner Siegessäule bis zum Brandenburger Tor. Der Innenstadtparcours war fast identisch mit dem Verlauf der Strecke bei der Tour de France 1987, als der Prolog zum Tourauftakt in West-Berlin stattfand. Die Strecke 2012 war 186 Kilometer lang und führte über Teltow, Ruhlsdorf, Ludwigsfelde und Tempelhof zurück nach Berlin, teilweise wurde auf der gesperrten B 101 gefahren. Der Innenstadtparcours war 8,2 Kilometer lang, Start und Ziel lagen auf der Straße des 17. Juni.
Eine Ausreißergruppe hatte sich kurz nach dem Start abgesetzt und lag zeitweise sechs Minuten in Führung, wurde jedoch einen Kilometer vor dem Ziel wieder eingefangen. Im Zielsprint setzte sich Marcel Kittel (Skil-Shimano) gegen Giacomo Nizzolo (Leopard-Trek) aus Italien und den Russen Alexej Markow (Nationalteam) durch, Rüdiger Selig (Nationalteam) und Florian Monreal (Team Eddy Merckx-Indeland) belegten die Plätze vier und fünf, insgesamt waren fünf Deutsche unter den besten Zehn.
| Platz | Nationalität | Fahrer             | Team                    | Zeit      |
| ----- | ------------ | ------------------ | ----------------------- | --------- |
| 1.    | GER          | Marcel Kittel      | Skil-Shimano            | 4:08:48 h |
| 2.    | ITA          | Giacomo Nizzolo    | Leopard Trek            | gl. Zeit  |
| 3.    | RUS          | Alexei Markow      | Russisches Nationalteam | gl. Zeit  |
| 4.    | GER          | Rüdiger Selig      | Deutsches Nationalteam  | gl. Zeit  |
| 5.    | GER          | Florian Monreal    | Eddy Merckx-Indeland    | gl. Zeit  |
| 6.    | USA          | John Murphy        | BMC Racing Team         | gl. Zeit  |
| 7.    | GER          | Henning Bommel     | LKT Team Brandenburg    | gl. Zeit  |
| 8.    | GER          | Grischa Janorschke | Nutrixxion Abus         | gl. Zeit  |
| 9.    | NED          | Luc Hagenaars      | Eddy Merckx-Indeland    | gl. Zeit  |
| 10.   | GER          | Tino Thömel        | NSP-Ghost               | gl. Zeit  |